# グラッツァニーゼ
グラッツァニーゼ（伊: Grazzanise）は、イタリア共和国カンパニア州カゼルタ県にある、人口約6,700人の基礎自治体（コムーネ）。

## 地理

### 位置・広がり

#### 隣接コムーネ
隣接するコムーネは以下の通り。
- カンチェッロ・エ・アルノーネ
- カープア
- カザール・ディ・プリンチペ
- ファルチャーノ・デル・マッシコ
- フランコリーゼ
- ピニャターロ・マッジョーレ
- サンタ・マリーア・ラ・フォッサ
- ヴィトゥラーツィオ

### 気候分類・地震分類
グラッツァニーゼにおけるイタリアの気候分類 (it) および度日は、zona C, 1086 GGである。
また、イタリアの地震リスク階級 (it) では、zona 2 (sismicità media) に分類される。